# 乔治·费里尼
乔治·费里尼（義大利語：Giorgio Ferrini，1939年8月18日—1976年11月8日），意大利男子足球运动员。他曾代表意大利参加1962年国际足联世界杯。他也曾参加1960年夏季奥林匹克运动会。